# Міжнародна конвенція про ліквідацію всіх форм расової дискримінації
Міжнаро́дна конве́нція про ліквіда́цію всіх форм ра́сової дискриміна́ції (МКЛРД) — конвенція ООН, прийнята Генеральною Асамблеєю 21 грудня 1965 і набрала чинності 4 січня 1969 року. Станом на квітень 2020 року Конвенція має 182 сторони та 88 підписантів.
За дотриманням Конвенції веде нагляд Комітет з ліквідації расової дискримінації, що складається з 18 експертів. Він також може розглядати індивідуальні скарги на порушення Конвенції стосовно тих 54 країн, які зробили відповідну заяву.
Згідно з Міжнародною конвенцією про ліквідацію всіх форм расової дискримінації, расова дискримінація визначається таким чином: «Расова дискримінація означає будь-яке розрізнення, виняток, обмеження чи перевагу, засновані на ознаках раси, кольору шкіри, родового, національного чи етнічного походження, метою або наслідком яких є знищення або применшення визнання, використання чи здійснення на рівних засадах прав людини та основних свобод у політичній, економічній, соціальній, культурній чи будь-яких інших галузях суспільного життя».

## Ратифікація в Україні
Конвенція ООН, прийнята Генеральною Асамблеєю 21 грудня 1965 і набула чинності для України - 7 квітня 1969 року.

Міжнародна конвенція про ліквідацію всіх форм расової дискримінації була підписана УРСР 6 березня 1966 року і ратифікована Президією Верховною радою Української РСР 21 січня 1969 року, але з застереженнями до статті 22 та пункт 1 статті 17.
"Українська  Радянська Соціалістична Республіка не вважає для себе  обов'язковими  положення  статті 22 Конвенції, згідно з якою всякий  спір  між двома або кількома державами відносно тлумачення або  застосування  Конвенції  передається  на  вимогу  будь-якої з сторін в цьому спорі на вирішення Міжнародного Суду, і заявляє, що для  передачі  такого  спору Міжнародному Суду необхідна в кожному окремому випадку згода всіх сторін, що беруть участь у спорі"
Застереження до статті 22 Конвенції 14 березня 1989 року було зняте.
Після проголошення незалежності України міжнародні договори ратифіковані за часів СРСР, на території України, включно з Міжнародною конвенцією про ліквідацію всіх форм расової дискримінації набули чинності згідно прийнятого 10 грудня 1991 року Закону «Про дію міжнародних договорів на території України», який установив, що укладені і належним чином ратифіковані Україною міжнародні договори становлять невід'ємну частину національного законодавства України і застосовуються у порядку, передбаченому для норм національного законодавства. 

## Структура конвенції
- Преамбула
- Частина I (ст. 1-7) — зобов'язання країн-учасниць:
  - Ст. 1 — визначення расової дискримінації.
  - Ст. 2 — загальні зобов'язання.
  - Ст. 3 — особливе засудження расової сегрегації та апартеїду.
  - Ст. 4 — заборона расистської пропаганди.
  - Ст. 5 — невичерпний перелік прав, які повинні здійснюватися без расової дискримінації.
  - Ст. 6 — зобов'язання надавати захист від расової дискримінації.
  - Ст. 7 — зобов'язання вести освітню роботу .
- Частина II (ст. 8-16) — правила роботи Комітету з ліквідації расової дискримінації.
- Частина III (ст. 17-25) — правила ратифікації, денонсації, набрання чинності конвенції та вирішення спорів.